# Епидурална и интратекална примена лека у лечењу малигног бола
Епидурална и интратекална примена лека у лечењу малигног бола су метода примена лека, којом се обезбеђује да он директно делује на рецепторе (μ- рецепторе у substantia gelatinosa) или на путеве за трансмисију бола у кичменој мождини. Ове две методе могу се применити као самосталне технике или комбиновано, док се апликација лека може урадити преко перкутаних катетера, тунелираних катетера или имплантираних програмираних пумпи.

## Добре стране епидуралне и интратекалне примене анелгетика
Подаци из литературе показују да морфин, као један од ћешћих лекова који се користи за лечење малигног бола, убризган епидурално или путем субкутане инфузије има бољи аналгетски ефекат са мање споредних ефеката у поређењу са оралном применом.
Додатак локалног анестетика, α-2 адренергичког агониста (клонидин) или НМДА анатагониста (кетамин) у епидуралној инфузији значајно побољшава аналгетски ефекат епидуралног пута у односу на субкутани. 
Такође спинална апликација опиоида резултује у смањеној укупној дози која је потребна за ефекат.
Код епидуралног пута потребно је 20–40% системске дозе да би се постигао исти аналгетски ефекат, а код интратекалног само 10% системске дозе.
Интратекални пут има предности над епидуралним због мање проблема са катетером, мањих доза опиоида, мање споредних ефеката, боље аналгезије и смањеног ризика од инфекције. 
Ако се очекује преживљавање пацијента дуже од 6 месеци, може се имплантирати интратекална пумпа али само после пробног привременог епидуралног или интратекалног катетера.

## Епидурални и интратекални лекови
Најчешће коришћени епидурални и интратекални лекови за лечење малигног бола су:
- Морфин — који купира бол делујући на сва три типа рецептора, а своја фармаколошка дејства остварује пре свега преко OP3. Главна места деловања морфина су централни нервни систем и гастроинтестинални тракт.[4]
- Фентанил — који је потентни синтетички наркотични аналгетик са брзим почетком и кратким трајањем дејства. Он је јак агонист μ-опиоидног рецептора, и крози историју користио за лечење пробојног бола, или у претходним процедурама као олакшавач бола, и анестетик у комбинацији са бензодиазепиниима. Фентанил је око 100 пута потентнији од морфина, (i.e. 100 микрограма фентанила је приближно еквивалентно са 10 mg оф морфина или 75 mg петидина (меперидина) у погледу аналгетске активности).
- Бупивакаин — локални анестетик који реверзибилно и привремено блокира пренос иритације у периферним нервима на месту примене, што резултује губитком осећаја за бола на том подручју тела.
- Ропивакаин — је локални анестетик са новијом амидном групом дуготрајног дејства, хемијски веома слична бупивакаину и мепивакаину.[5][6][7][8][9]
- Клонидин — је симпатолитички лек који се користи за третирање високог крвног притиска, неких облика бола, АДХД и анксиозног/паничног поремећаја. Он је класификован као централно делујући α2 адренергички агонист.[10][11][12][13][14][15][16]

Наведени лекови се често мешају; уобичајена је мешавина морфина 1мг/мл и бупивакаина 2–3 мг/мл. Интратекална инфузија почиње са 0.5–2 мл/сат са опцијом болуса од 0.1–0.3 мл сваких 20 минута. Због метаболита морфина (морфин-6 глукуронид и морфин-3 глукуронид) максимална доза морфина интратекално код дуготрајне терапије је 16 мг дневно. Прекомерне дозе могу проузроковати опиоид-индуковану хипералгезију. Ако се користи клонидин, дневна доза је 150–600 мцг/дан.

## Споредни ефекти и компликације
У најчешће споредне ефекте и компликације код примене епидуралних и интратекални лекова за лечење бола могу се јавити:
Чести споредни ефекти у иницијалној фази интратекалне апликације
- Мука, повраћље,[19]
- Мокраћна ретенција,
- Свраб
- Главобоље

Споредни ефекти у каснијој фази интратекалне апликације
- Инфекција,
- Механичка опструкција
- Фиброза као компликације везане за дуготрајну примену катетера (1–44%).

## Контраиндикације
Контраиндикације за употребу епидуралног или интратекалног катетера 
1. Повишени интракранијални притисак
2. Општа или локална инфекција на спиналном нивоу који кореспондира болној регији
3. Могућа туморска маса на нивоу инсерције
4. Хеморагична дијатеза
5. Алергијска реакција на лекове који ће се користити
6. Агитација или когнитивни поремећај пацијента који не сарађује
7. Логистички проблеми одржавања катетера и инфузије.[20]